# بفلوفيانية
البفلوفيانية (الاسم العلمي: Pavlovophyceae) هي طائفة من الأسناخ صبغية تتبع شعبة لمسيات النبت.

## رتب
- البفلوفيات